# Pegomya brunea
Pegomya brunea este o specie de muște din genul Pegomya, familia Anthomyiidae, descrisă de Robineau-desvoidy în anul 1830.
Este endemică în Franța. Conform Catalogue of Life specia Pegomya brunea nu are subspecii cunoscute.